# Прапор Сен-Жіля
Прапор Сен-Жіля — муніципальний прапор брюссельської комуни Сен-Жіль. В описі написано: 
Дві однаково довгі смуги синього і жовтого кольорів.
Кольори прапора походять від герба комуни.

Цей муніципальний прапор ідентичний прапорам Андерлехта, Жета та Моленбек-Сен-Жана.

Герб Сен-Жіля
Прапор Андерлехта
Прапор Жета
Прапор Моленбек-Сен-Жана